# Acanthormius philippinensis
Acanthormius philippinensis är en stekelart som beskrevs av Watanabe 1968. Acanthormius philippinensis ingår i släktet Acanthormius och familjen bracksteklar. Inga underarter finns listade i Catalogue of Life.